# Westliche Riesensmaragdeidechse
Die Westliche Riesensmaragdeidechse (Lacerta trilineata), ehemals nur Riesensmaragdeidechse genannt, ist eine von neun Arten des Smaragdeidechsen-Komplexes (Lacerta s. str.), zu dem unter anderem auch die Östliche Smaragdeidechse, die Westliche Smaragdeidechse und die Zauneidechse gehören.

## Merkmale
Diese Art wird bis über 50 Zentimeter lang; davon entfallen bis zu etwa 16 Zentimeter auf die Kopf-Rumpf-Länge, während der Schwanz mindestens doppelt so lang ist. Adulte Tiere sind grün gefärbt und haben feine schwarze Sprenkel. Die jungen und halbwüchsigen Tiere besitzen eine braune Grundfärbung und drei gelblich-weiße Längsstreifen auf dem Rücken (daher rührt auch der wissenschaftliche Artname trilineata).

## Lebensraum

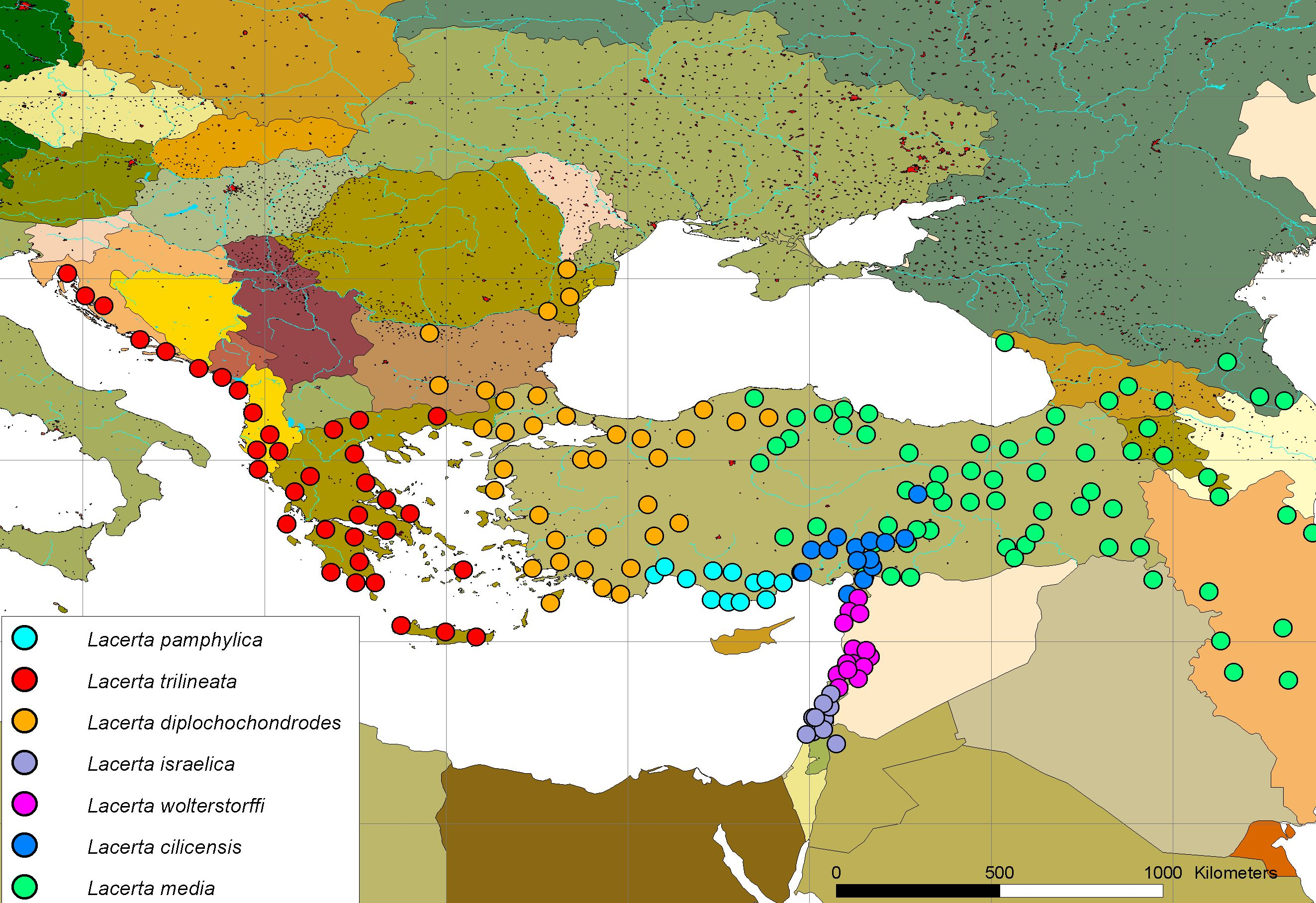
Abstammungslinien der Lacerta trilineata-Gruppe

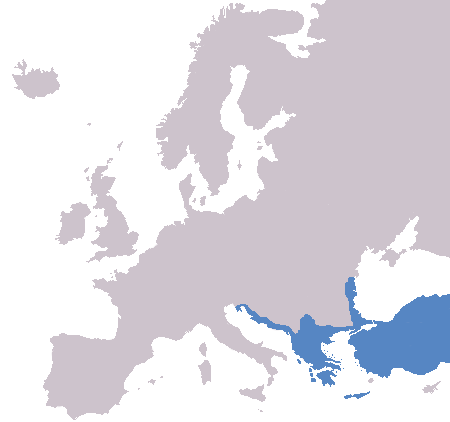
Verbreitung der Riesensmaragdeidechse

Die Riesen-Smaragdeidechse bevölkert den ganzen Balkan von Slowenien bis Griechenland (einschließlich Kreta) und die Westküste des Schwarzen Meeres. Sie bevorzugt vegetationsreiches Gelände mit vielen Versteckmöglichkeiten, beispielsweise verkrautete Karstflächen.

## Verhalten

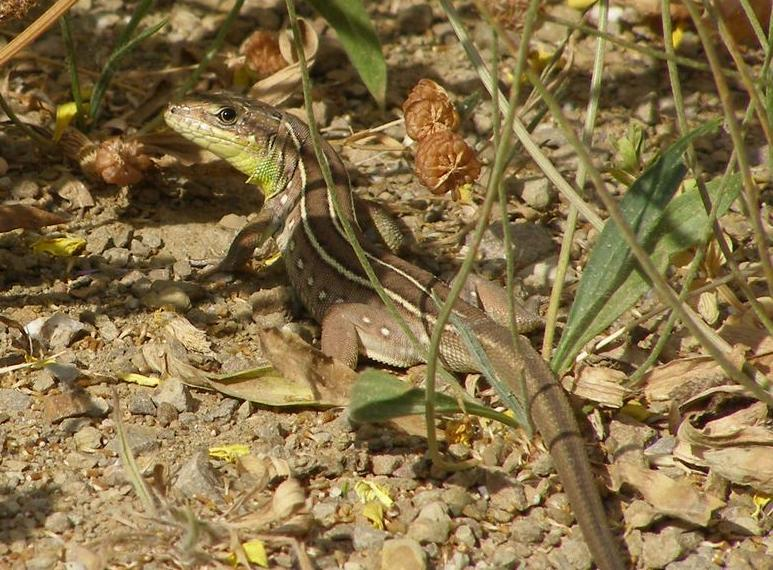
Juvenile Riesen-Smaragdeidechse auf Kreta

Diese Eidechse ist sehr scheu und flink; aufgrund ihrer großen Fluchtdistanz ist es beispielsweise schwierig sie zu fotografieren. Wenn sie ergriffen wird, kann sie schmerzhaft beißen. Wie alle Eidechsen kann sie ihren Schwanz abwerfen, der wieder regeneriert wird.
Als Nahrung dienen Insekten und Spinnen aller Art, außerdem werden ab und zu auch kleine Wirbeltiere und kleinere Artgenossen erbeutet.

## Gefährdung und Schutz

Lebensraum der Riesen-Smaragdeidechse auf der Insel Krk

In manchen Balkanländern ist die Riesen-Smaragdeidechse eine der häufigsten Eidechsenarten; trotzdem ist sie in den meisten Ländern gesetzlich geschützt. Die Einfuhr nach Deutschland ist verboten.
Schutzstatus
- FFH-Richtlinie: Anhang 4 (streng geschützt)
- Bundesartenschutzverordnung (BArtSchV): besonders geschützt

## Unterarten
Von der Riesen-Smaragdeidechse existieren ca. neun Unterarten:
- Lacerta trilineata trilineata,
- Lacerta trilineata cariensis
- Lacerta trilineata citrovittata
- Lacerta trilineata diplochondrodes
- Lacerta trilineata dobrogica
- Lacerta trilineata galatiensis
- Lacerta trilineata hansschweizeri
- Lacerta trilineata major
- Lacerta trilineata polylepidota